# يرسينية بركوفييرية
يرسينية بركوفييرية (الاسم العلمي: Yersinia bercovieri) هي نوع من البكتيريا تتبع جنس اليرسينية من فصيلة الأمعائيات.